# Karl Heinrich Hertwig
Karl Heinrich Hertwig (más írásmóddal: Carl Heinrich Hertwig) (Ohlau, 1798. január 10. – Berlin, 1881. július 10.) német állatorvosi író.

## Élete
Felsőfokú orvosi és állatorvosi tanulmányait 1817-ben kezdte Breslauban, majd a tanfolyamok befejezése után nagyobb tanulmányutakat tett Angliában, Franciaországban, Svájcban és Hollandiában. 1829-től főtanító, 1833-tól professzor volt a berlini állatorvosi iskolán. 1873-ban a harmadosztályú Vörössas-renddel tüntették ki. Nagy számú munkái közül a kiválóbbak: Handbuch der Arzneimittelehre (1833); Operationslehre (1847); Chirurgie für Thierärzte (1850); Krankheiten der Hunde (1853). Gurlttal együtt 1835-ben megalapította a Magazin der gesammten Thierheilkunde című folyóiratot.